# CK IT'S A JAM〜BEST HIT UTA〜
『CK IT'S A JAM〜BEST HIT UTA〜』（シーケー・イッツ・ア・ジャム・ベスト・ヒット・ウタ）はC&Kのベスト・アルバムである。2016年4月13日発売。発売元はユニバーサルミュージック。

## 解説
- 初のオールタイムベストアルバム。
- 初回限定盤には、初商品化・新編集を含む、これまでのライブ映像を厳選して収録したDVD「BEST HIT LIVE」を付属。

## 収録曲

### CD
1. アイアイのうた〜僕とキミと僕等の日々〜
7thシングル
2. みかんハート
10thシングル
3. キミノ言葉デ
13thシングル
4. 終わりなき輪舞曲
11thシングル
5. ジャパンパン〜日本全国地元化計画〜
5thシングル
6. へべれけ宣言
9thシングル
7. DANCE☆MAN (WOKKY WOKKY×BOGGIE WOGGIE)
インディーズ2ndアルバム「CKTV」収録。
8. パーティ☆キング
12thシングル
9. 交差点
7thシングル（初回盤）カップリング
10. ぼくのとなりにいてくれませんか?
3rdシングル
11. 続→60億分の1
インディーズ2ndアルバム「CKTV」収録。
12. Sun Son Sound feat. 九州男
インディーズ1stアルバム「CK island」収録。
13. ジェニファー何度もあなたに恋をする
メジャー1stフルアルバム「CK A-YANKA!!!」収録。
14. 愛を浴びて、僕がいる
8thシングル
15. 梅雨明け宣言
1stシングル

### 初回限定盤DVD
- BEST HIT LIVE

1. ぼくのお嫁になってくれませんか？
収録会場：2011.4.24＠赤坂BLITZ（日本全国CK地元化計画〜地元です。地元じゃなくても、地元ですツアー2011〜）
2. 王様ゲーム ※初商品化
収録会場：2013.3.9＠Zepp Fukuoka（日本全国CK地元化計画〜地元です。地元じゃなくても、地元ですツアー2013〜）、2014.11.24＠マリンメッセ福岡（CK無謀な挑戦状 in マリンメッセ福岡）
3. AND MORE...
収録会場：2014.4.30＠東海テレビ「xMUSIC」
4. YOU ARE MY FIRE〜お前にこの愛を捧ぐ〜
収録会場：2014.6.28＠なんばHatch(CK 無謀な挑戦状 Case1〜九州編マリンメッセへの道〜)
5. 梅雨明け宣言
収録会場：2014.7.27＠海の中道海浜公園（NUMBER SHOT2014）
6. 終わりなき輪舞曲
収録会場：2014.11.1＠札幌 Sound lab mole、2014.11.24＠マリンメッセ福岡(CK無謀な挑戦状 in マリンメッセ福岡)、他
7. みかんハート
収録会場：2014.11.24＠マリンメッセ福岡（CK無謀な挑戦状 in マリンメッセ福岡）
8. C&KⅡ
収録会場：2015.5.22＠Yokohama Bay Hall（CK無謀な挑戦状 case2 東日本編〜両国国技館への道〜）
9. 愛を浴びて、僕がいる
収録会場：2015.7.4＠鹿児島アリーナ（THAT’S RIGHT!!!?見てるあなたは大正解!!?）
10. DANCE☆MAN (WOKKY WOKKY×BOGGIE WOGGIE)
収録会場：2015.11.2＠両国国技館（CK無謀な挑戦状case2 in 両国国技館）
11. 踊LOCCA〜around the world 新たなる冒険〜
収録会場：Various Lives